# Anomala uncata
Anomala uncata är en skalbaggsart som beskrevs av Carsten Zorn 2005. Anomala uncata ingår i släktet Anomala och familjen Rutelidae. Inga underarter finns listade i Catalogue of Life.